# Anton Ludvig Fahnehjelm
Anton Ludvig Fahnehjelm, född 28 juli 1807, död 6 januari 1875 i Stockholm, i släkten Fahnehjelm, var en svensk sjömilitär, uppfinnare och ingenjör.

## Biografi[4][5]
Fahnehjelm avlade kameralexamen i Uppsala 1827, ingick 1828 som underlöjtnant vid sjöartilleriet och blev löjtnant vid Flottans mekaniska kår 1837, kapten 1846 och major 1854.
Han vann sig ett namn genom åtskilliga uppfinningar och förbättringar på det tekniska området. Sålunda konstruerade han självantändande minor (1833), uttog patent på en dykaredräkt av kautschuk (1839), införde galvanisk tändning vid bergsprängning under vatten (1843) och gjorde på galvanisk väg avgjutningar åt Topografiska kårens kartverk (1847). Under åren 1854–1872 var han intendent för norra distriktet av elektriska telegrafverket.
Fahnehjelms namn är nära förbundet med den elektriska telegrafens historia i Sverige. År 1853 drogs av honom och överstelöjtnant Isac Fredrik von Heland (1801-1890) den första telegraflinjen, mellan Stockholm och Uppsala. Fahnehjelm utnämndes till avdelningschef vid Elektriska Telegrafverket och blev vid verkets ombildning intendent vid dess norra distrikt. Under åren 1854-60 anlades under hans tillsyn nya linjer över en stor del av Sverige. Vid nedläggandet av undervattenskabeln mellan Skåne och Själland 1854 förestod han arbetet på svenska sidan.
Fahnehjelm var stadsfullmäktig i Stockholm 1863–1867 och ledamot av dess beredningsutskott 1864–1865. Han var ledamot av Stockholms stads brandförsäkringskontors överstyrelse 1873. 
Ägde hus i Stockholm.

## Utmärkelser
- Guldmedalj av 5. storleken, 1852
- Riddare av Vasaorden, 1854
- Riddare av Danska Dannebrogsorden, 1855
- Riddare av Norska S:t Olavs Orden, 1855
- Riddare av Nordstjärneorden, 1863.
- Ledamot av Kungliga Krigsvetenskapsakademin, 1863
- Riddare av Ryska S:t Stanislaus-orden andra klassen, 1864
- Kommendör av Vasaorden, 1870

## Familj[5]
Fahnehjelm var gift 1862 med Catharina Sjögren (1816–1902), dotter av kvarnbyggmästaren Magnus Sjögren och Catharina Hagberg.
Fahnehjelms son var Otto Fahnehjelm som var uppfinnare och införde tillverkningen av cement i Sverige.